# Verpleegkunde
Verpleegkunde is een beroep binnen de gezondheidszorg dat zich richt op de zorg voor individuen, gezinnen en gemeenschappen, zodat zij een optimale gezondheid en levenskwaliteit kunnen bereiken, behouden of herstellen. 
Binnen de verpleging spelen de begrippen gezondheid, ziekte, zelfzorg, zelfredzaamheid en zelfmanagement een belangrijke rol. Als verpleegkundige verleen je zorg dat gericht is op het versterken van zelfzorg, zelfredzaamheid en zelfmanagement. 
Als deel van de verpleegkundige zorgverlening ondersteun je zorgvrager bij hun zorgvraag, voorbeelden hiervan zijn: het bieden van ondersteuning in de algemene dagelijkse levensverrichtingen (ADL), het toedienen van medicatie of het uitvoeren van wondzorg. Het onderscheid in het uitvoeren van de taken binnen de verpleegkundige zorgverlening is hun samenhang met de zorgvraag, de persoon, de omgeving waarin de zorgvraag optreedt, de risico's en kansen voor de zorgvrager en de omgeving. 
Met behulp van het klinisch redeneerproces bepaalt de verpleegkundige waarom, hoe en wanneer taken uitgevoerd worden en wat de resultaten dit oplevert voor de zorgvrager. 
Het uitvoeren van de verpleegkundige zorgverlening bestaat uit meerdere competenties, in Nederland wordt gebruik gemaakt van de CanMEDS-competentiegebieden. 

## Het verpleegkundig proces
Het verpleegkundig proces is een bewerking van een wetenschappelijke methode. 
De American Nurses Association (ANA) schrijft over het verpleegkundig proces: "The common thread uniting different types of nurses who work in varied areas is the nursing process—the essential core of practice for the registered nurse to deliver holistic, patient-focused care".